# Molly Sullivan
Molly Sullivan, nome completo Mary C. Sullivan (Methuen, 13 agosto 1966), è un'ex schermitrice statunitense.

## Palmarès
In carriera ha conseguito i seguenti risultati:
- Giochi Panamericani:

L'Avana 1991: oro nel fioretto a squadre.